# أبو طريفة
أبو طريفة هي قرية تتبعُ لمحافظة الأحساء في المنطقة الشرقية في المملكة العربية السعودية.

## الموقع
تقع أبو طريفة في جوف بني هاجر.

## جوف بني هاجر
يشمل جوف بني هاجر العديد من الهجر أمثال هجرة فودة، وهجرة خور الذيابة، وهجرة صلاصل. ويوجد في جوف بني هاجر طريق بقيق - عين دار بطريق الدمام الدولي بطول 33 كيلومترًا.